# 圣萨瓦
圣萨瓦（英語：Saint Sava，發音：[sʋɛ̂ːtiː sǎːʋa]，1174年—1236年1月14日），被称为“启蒙者”，是塞爾維亞的王子、东正教的信徒、东正教自主教会塞爾維亞正教會的首任總主教、塞尔维亚法律的立法者，及塞尔维亚外交官。萨瓦（出生名为）是尼曼雅王朝开国君主、塞尔维亚大王子斯特凡·尼曼雅一世最小的儿子，曾在1190年至1192年间短暂地统治过扎庫盧米亞的封地。他随后动身离开，前往阿索斯山，并在那里成了一名僧侣，冠名“萨瓦”。在阿索斯山时，他还建立了希利安达里乌修道院，这后来成为了塞尔维亚人最重要的文化、宗教中心。1219年，他被君士坦丁堡牧首册封为首位塞尔维亚总主教。同年，他立下了塞尔维亚已知最早的一部宪法《Zakonopravilo》，保证了塞尔维亚宗教、政治的独立自主。萨瓦还被认为开创了塞尔维亚中世纪文学的先河。
他的遺骨後來被科賈·錫南帕夏焚燬。